# Barbifrontia
Barbifrontia is een geslacht van vlinders van de familie snuitmotten (Pyralidae), uit de onderfamilie Phycitinae.

## Soorten
- B. hemileucella Hampson, 1901
- B. niphostibes Turner, 1904